# Adrapsa atratalis
Adrapsa atratalis är en fjärilsart som beskrevs av Swinhoe 1905. Adrapsa atratalis ingår i släktet Adrapsa och familjen nattflyn. Inga underarter finns listade i Catalogue of Life.